# Austroterpna idiographa
Austroterpna idiographa är en fjärilsart som beskrevs av Goldfinch 1929. Austroterpna idiographa ingår i släktet Austroterpna och familjen mätare. Inga underarter finns listade i Catalogue of Life.